# Brendan Fletcher
Brendan Fletcher (Isla de Vancouver, 15 de diciembre de 1981) es un actor, guionista y productor canadiense que ha actuado en cine, televisión y teatro. Primero ganó reconocimiento como actor infantil, ganando un Premio Leo y siendo nominado para un Premio Géminis por su debut como actor en la película para televisión Little Criminals. Posteriormente ganó el Premio Genie al Mejor Actor Principal por The Law of Enclosures de John Greyson, y fue nominado como Mejor Actor en un papel secundario en Turning Paige.

## Vida y carrera
Fletcher nació en Comox Valley, Columbia Británica y fue a la escuela secundaria en Lake Trail en Courtenay.
Fletcher es conocido por interpretar personajes problemáticos, excéntricos o desquiciados, y es considerado un actor de carácter. Ha aparecido en películas de alto perfil como Tideland, Freddy vs. Jason, Citizen Gangster y The Revenant. Tuvo el papel principal en la trilogía Rampage de Uwe Boll, interpretando al asesino en masa Bill Williamson. También ha aparecido en series de televisión como Smallville, The Pacific, Rogue, Hell on Wheels y Siren. Representa a Stanley Dover en el DC Arrowverso.

## Filmografía
| Año  | Título                        | Personaje             | Observaciones    |
| ---- | ----------------------------- | --------------------- | ---------------- |
| 1997 | Air Bud                       | Larry Willingham      |                  |
| 1997 | Trucks                        | Logan Porter          | Película para TV |
| 1999 | The Five Senses               | Rupert                |                  |
| 1999 | Jimmy Zip                     | Jimmy Zip             |                  |
| 1999 | My Father's Angel             | Vlada                 |                  |
| 1999 | Rollercoaster                 | Stick                 |                  |
| 1999 | Summer's End                  | Hunter Baldwin        |                  |
| 2000 | Trixie                        | CD Thief              |                  |
| 2000 | The Law of Enclosures         | Henry                 |                  |
| 2001 | The Unsaid                    | Troy Pasternak        |                  |
| 2001 | De grot                       | Arthur Nussbaum       |                  |
| 2001 | Turning Paige                 | Jeff Simms            |                  |
| 2002 | Touch                         | Narrador / Víctima    | Cortometraje     |
| 2002 | Heart of America              | Ricky Herman          |                  |
| 2003 | The Big Charade               | Russ                  | Cortometraje     |
| 2003 | 21st Century Scott            | Scott's Buddy         | Cortometraje     |
| 2003 | Freddy vs. Jason              | Mark Davis            |                  |
| 2004 | Ginger Snaps 2: Los Malditos  | Jeremy                |                  |
| 2004 | The Final Cut                 | Michael               |                  |
| 2004 | Ginger Snaps: El Origen       | Finn                  |                  |
| 2004 | Everyone                      | Dylan                 |                  |
| 2004 | Death Valley                  | Johnny                |                  |
| 2004 | Deadly Friends                | Andrew Leyshon-Hughes |                  |
| 2004 | Lucky Stars                   | Asaf                  |                  |
| 2005 | Alone in the Dark             | Cabbie                |                  |
| 2005 | Paper Moon Affair             | Hart Turner           |                  |
| 2005 | Tideland                      | Dickens               |                  |
| 2005 | Eighteen                      | Jason Anders          |                  |
| 2006 | RV                            | Howie                 |                  |
| 2006 | Black Eyed Dog                | David                 |                  |
| 2007 | 88 minutos                    | Johnny D'Franco       |                  |
| 2007 | The Green Chain               | Dylan Hendrix         |                  |
| 2008 | The Onion Movie               | White Black Guy Tim   |                  |
| 2009 | Rampage                       | Bill Williamson       |                  |
| 2010 | Badass Thieves                | Ethan                 |                  |
| 2010 | BloodRayne: The Third Reich   | Nathaniel             |                  |
| 2011 | Blubberella                   | Nathaniel Gregor      |                  |
| 2011 | American Animal               | James                 |                  |
| 2011 | Edwin Boyd                    | Willie Jackson        |                  |
| 2011 | The Story of Bonnie and Clyde | W.D. Jones            |                  |
| 2012 | Hannah's Law                  | Zechariah Stitch      |                  |
| 2013 | 13 Eerie                      | Josh                  |                  |
| 2013 | Stalkers                      | Tim                   |                  |
| 2013 | Suddenly                      | Deputy Anderson       |                  |
| 2014 | Leprechaun: Origins           | David                 |                  |
| 2014 | Rampage: Capital Punishment   | Bill Williamson       |                  |
| 2014 | Altergeist                    | Jason                 |                  |
| 2015 | Lost Solace                   | Rob                   |                  |
| 2015 | El renacido                   | Fryman                |                  |
| 2016 | Rampage: President Down       | Bill Williamson       |                  |
| 2016 | Lost Solace                   | Rob                   |                  |
| 2018 | Braven                        | Weston                |                  |
| 2018 | Distorted                     | Russell Curran        |                  |
| 2018 | Open 24 Hours                 | Bobby                 |                  |
| 2018 | Night Hunter                  | Simon                 |                  |
| 2019 | Brotherhood                   | Arthur Lambden        |                  |

### Televisión
| Año       | Título                                    | Personaje                        | Observaciones                                                                                   |
| --------- | ----------------------------------------- | -------------------------------- | ----------------------------------------------------------------------------------------------- |
| 1995      | Little Criminals                          | Des                              |                                                                                                 |
| 1995      | The Marshal                               | Lincoln 'Link' Fetter            | Episodio: "Gone Fishing"                                                                        |
| 1996      | Dead Ahead                                | Doug Loch                        |                                                                                                 |
| 1996      | Goosebumps                                | Grady Tucker                     | Episodio: "The Werewolf of Fever Swamp: Part 1" Episodio: "The Werewolf of Fever Swamp: Part 2" |
| 1996-1998 | The Adventures of Shirley Holmes          | Sterling 'Stink' Patterson       | 13 episodios                                                                                    |
| 1997      | Keeping the Promise                       | Matthew Hallowell                |                                                                                                 |
| 1997      | Contagious                                | Brian                            |                                                                                                 |
| 1997      | High Stakes                               | Sean                             |                                                                                                 |
| 1997      | Nothing Sacred                            | Mark                             | Episodio: "Proofs for the Existence of God"                                                     |
| 1998      | The Wonderful World of Disney             | Kyle Early                       | Episodio "Tourist Trap"                                                                         |
| 1998      | Millennium                                | Alex Hanes                       | Episodio: "Anamnesis"                                                                           |
| 1998      | Floating Away                             | Brad                             |                                                                                                 |
| 1998      | Welcome to Paradox                        | Rudy                             | Episodio: "All Our Sins Forgotten"                                                              |
| 1998      | The Crow: Stairway to Heaven              | Jesse Hickock                    | Episodio: "Voices"                                                                              |
| 1998      | Da Vinci's Inquest                        | William Turner                   | Episodio: "Gabriel"                                                                             |
| 1999      | Summer's End                              | Hunter Baldwin                   |                                                                                                 |
| 1999      | Family Blessings                          | Joey Reston                      |                                                                                                 |
| 1999      | Dead Man's Gun                            | Walter                           | Episodio: "Bad Boys"                                                                            |
| 2000      | The Adventures of Shirley Holmes          | Sterling 'Stink' Patterson       | Episodio: "The Case of the Desperate Dancer"                                                    |
| 2000      | Scorn                                     | Derik                            |                                                                                                 |
| 2000-2001 | Caitlin's Way                             | Eric Anderson                    | 21 episodios                                                                                    |
| 2001      | Anatomy of a Hate Crime                   | Aaron McKinney                   |                                                                                                 |
| 2001      | Cold Squad                                | Will Lutz                        | Episodio: "My So Called Death"                                                                  |
| 2001      | Night Visions                             | Shane Watkins                    | Episodio: "Bitter Harvest"                                                                      |
| 2001      | Dice                                      | Alasdair MacCrae                 |                                                                                                 |
| 2001      | Da Vinci's Inquest                        | Gary                             | Episodio: "Be a Cruel Twist"                                                                    |
| 2002      | Breaking News                             | Daryl Higgins                    | Episodio: "Bad Water"                                                                           |
| 2002      | 100 Days in the Jungle                    | Bean (Neil Barber)               |                                                                                                 |
| 2003      | The Death and Life of Nancy Eaton         | Andrew Leyshon-Hughes            |                                                                                                 |
| 2003      | Tom Stone                                 | Private Stevie Hasting           | Episode: "It's All Fun and Games"                                                               |
| 2003      | Jake 2.0                                  | MacP                             | Episodio: "The Good, the Bad, and the Geeky"                                                    |
| 2003      | Tru Calling                               | Derek De Luca                    | Episodio: "Star Crossed"                                                                        |
| 2004      | Touching Evil                             | Vince                            | Episodio: "K"                                                                                   |
| 2004      | The Collector                             | Repartidor de pizzas / El diablo | Episodio: "The Ice Skater"                                                                      |
| 2005      | Tripping the Wire: A Stephen Tree Mystery | Paul Small                       |                                                                                                 |
| 2005      | Intelligence                              | Bobbie                           |                                                                                                 |
| 2006      | Supernatural                              | Max Miller                       | Episodio: "Nightmare"                                                                           |
| 2006      | Masters of Horror                         | Deputy Strauss                   | Episodio: "The Damned Thing"                                                                    |
| 2006      | Saved                                     | Steve Fembley                    | Episodio: "Code Zero"                                                                           |
| 2006      | Rapid Fire                                | Billy                            |                                                                                                 |
| 2007      | CSI: Crime Scene Investigation            | Lionel Dell / Mitchell Douglas   | Episodio: "Monster in the Box"                                                                  |
| 2007      | BloodRayne 2: Deliverance                 | Muller                           |                                                                                                 |
| 2008      | Ogre                                      | Stephen Chandler                 |                                                                                                 |
| 2008      | The Capture of the Green River Killer     | Bobby                            |                                                                                                 |
| 2009      | The Listener                              | Taz                              | Episodio: "A Voice in the Dark"                                                                 |
| 2009      | Smallville                                | Parasite / Rudy Jones            | Episodio: "Injustice"                                                                           |
| 2009      | The Guard                                 | Owen                             | Episodio: "Boom"                                                                                |
| 2009      | Defying Gravity                           | Russell Zachary                  | Episodio: "Bacon"                                                                               |
| 2009      | Flashpoint                                | Kevin                            | Episodio: "You Think You Know Someone"                                                          |
| 2009      | Heartland                                 | Liam                             | Episodio: "The Starting Gate"                                                                   |
| 2010      | The Pacific                               | Bill Leyden                      |                                                                                                 |
| 2010      | Shattered                                 | Rick Baker                       | Episodio: "Where's the Line?"                                                                   |
| 2010      | Smoke Screen                              | Pat Jr.                          |                                                                                                 |
| 2011      | Endgame                                   | Merritt Singer                   | Episodio: "Opening Moves"                                                                       |
| 2012      | Alcatraz                                  | Joe Limerick                     |                                                                                                 |
| 2012      | Ring of Fire                              | Samuel Janen                     | 2 Episodios                                                                                     |
| 2013      | King & Maxwell                            | Dax Walters                      | Seguridad en el empleo                                                                          |
| 2014      | Hell on Wheels                            | Dultey                           | Episodio: "The Elusive Eden"                                                                    |
| 2014      | Bates Motel                               | Kyle                             | Episodio: "Shadow of a Doubt"                                                                   |
| 2014      | Gracepoint                                | Lars Pierson                     | 3 episodios                                                                                     |
| 2014      | Rogue                                     | Spud                             | 10 episodios                                                                                    |
| 2014      | Hell on Wheels                            | Dultey                           | 2 episodios                                                                                     |
| 2014      | Bates Motel                               | Kyle                             | Episodio: "Shadow of a Doubt"                                                                   |
| 2017      | Cardinal                                  | Eric Fraser                      |                                                                                                 |
| 2017      | iZombie                                   | Zombie Truther / Spence          | 3 episodios                                                                                     |
| 2018-2019 | Arrow                                     | Stanley Dover / Star City Slayer | 7 episodios                                                                                     |

|2021
|Superman & Lois
| Thaddeus Killgrave
|4 episodios
|-
|}
|-
|}

## Premios y nominaciones
| Año  | Premio                               | Categoría                                                                                                | Título                                  | Resultado |
| ---- | ------------------------------------ | --- | --------------------------------------- | --------- |
| 1996 | Leo Awards                           | Best Actor                                                                                               | Little Criminals                        | Ganador   |
| 1997 | Gemini Awards                        | Mejor Actuación en el papel principal                                                                    | Little Criminals                        | Nominado  |
| 1997 | YTV Achievement Awards               | Actuando                                                                                                 |                                         | Nominado  |
| 1998 | Young Artist Award                   | Mejor Actuación en una Película - Apoyo como actor joven                                                 | Air Bud                                 | Nominado  |
| 1999 | YTV Achievement Awards               | Actuando                                                                                                 |                                         | Ganador   |
| 2000 | Wine Country Film Festival           | Mejor Actor (Junto a Tony Nardi Para My Father's Angel)                                                  | My Father's Angel                       | Ganador   |
| 2000 | Young Artist Award                   | Mejor Actuación en una Película para Televisión - Apoyo como actor joven                                 | Summer's End                            | Nominado  |
| 2001 | Gemini Awards                        | Mejor Actuación en un programa para niños                                                                | Caitlin's Way (Episodio "The Easy Way") | Ganador   |
| 2001 | Phoenix Film Festival                | Premio al mejor conjunto (Junto a: Kett Turton, Crystal Buble, Brent Glenen, Sean Amsing, David Lovgren) | Rollercoaster                           | Ganador   |
| 2001 | Vancouver Film Critics Circle Premio | Mejor actor en una película canadiense                                                                   | Rollercoaster                           | Ganador   |
| 2002 | Genie Award                          | Mejor actuación en un papel principal                                                                    | The Law of Enclosures                   | Ganador   |
| 2003 | Gemini Awards                        | Mejor Actuación en un Papel de Programa Dramático                                                        | 100 Days in the Jungle                  | Nominado  |
| 2003 | Genie Award                          | Mejor actuación en un papel secundario                                                                   | Turning Paige                           | Nominado  |
| 2004 | Jessie Richardson Theatre Awards     | Mejor Interpretación en un Papel Protagónico                                                             | Equus                                   | Nominado  |
| 2005 | Gemini Awards                        | Mejor Actuación en un papel principal en un Programa Dramático                                           | The Death and Life of Nancy Eaton       | Ganador   |
| 2005 | Leo Awards                           | Mejor actuación de apoyo                                                                                 | Everyone                                | Nominado  |
| 2006 | Leo Awards                           | Mejor actuación de apoyo en un drama                                                                     | Paper Moon Affair                       | Nominado  |

- Datos: Q908689
- Multimedia: Brendan Fletcher / Q908689